# Vrbas
Vrbas (sârbă: Врбас) este un oraș din Serbia.

## Locuitori notabili
- Dušan Bajatović,vice-președintele SPS
- Radoman Božović, politic sârb.A servit Serbia ca prim-ministru între anii 1991 și 1993
- Molter Károly, scriitor ungur
- Vladimir Kolarić,din trupa Veliki Prezir
- Milan Komnenić, poet
- Vida Ognjenović, scriitor și director
- Jozef Pehan, pictor
- Mitar Pešikan, lingvist
- Lazar Ristovski, actor
- Magdolna Rúsza, cântăreață ungură.A câștigat Megasztár,varianta ungurească a Pop Idol în 2006.De asemenea,a reprezentat Ungaria la Eurovision 2007 în Helsinki, Finlanda
- Sava Vukoslavović, compozitor
- Johannes Weidenheim, scriitor german
- Milorad Mažić (n. 1973), arbitru;
- Predrag Vujadinović (n. 1983), handbalist;
- Jagoš Vuković (n. 1988), fotbalist;
- Milos Kerkez (n. 2003), fotbalist maghiar.

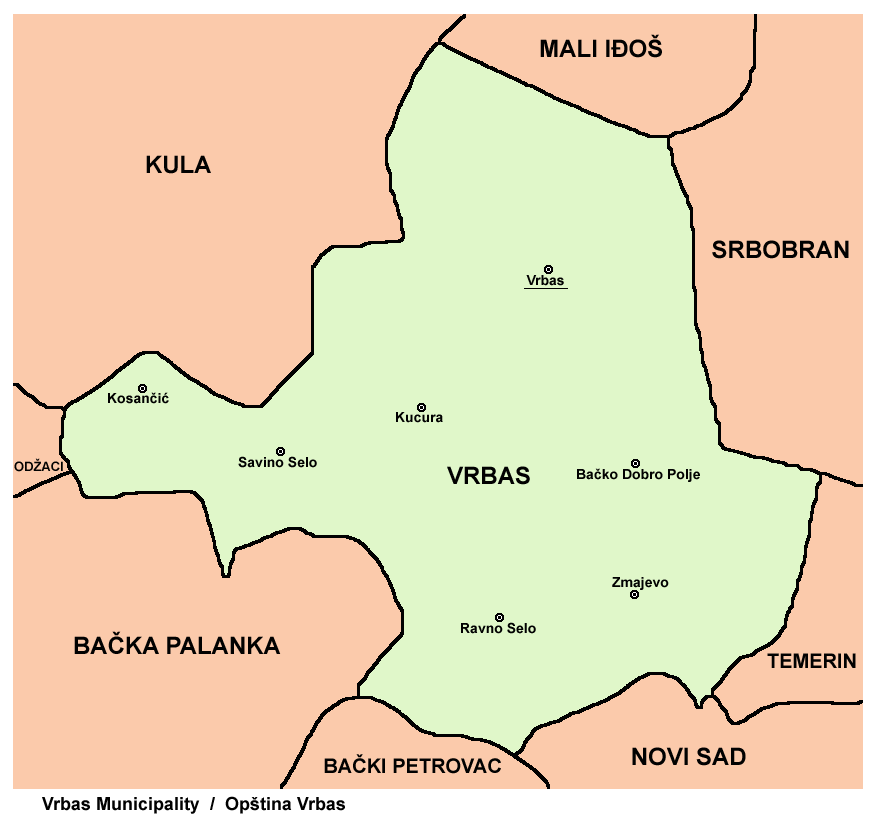